# Plenotocepheus dentatus
Plenotocepheus dentatus är en kvalsterart som beskrevs av Grobler 1995. Plenotocepheus dentatus ingår i släktet Plenotocepheus och familjen Tetracondylidae. Inga underarter finns listade i Catalogue of Life.